# Aeroporto Internacional de Cazã
O Aeroporto Internacional de Cazã (em russo:  Международный аэропорт Казань, em tártaro: Казан Халыкара Аэропорты) (IATA: KGD, ICAO: UMKK) é um aeroporto internacional localizado na cidade de Cazã, no Tartaristão, na Rússia, sendo o 15º aeroporto mais movimentado do país.